# Список банков, лишённых лицензии в 2004 году (Россия)

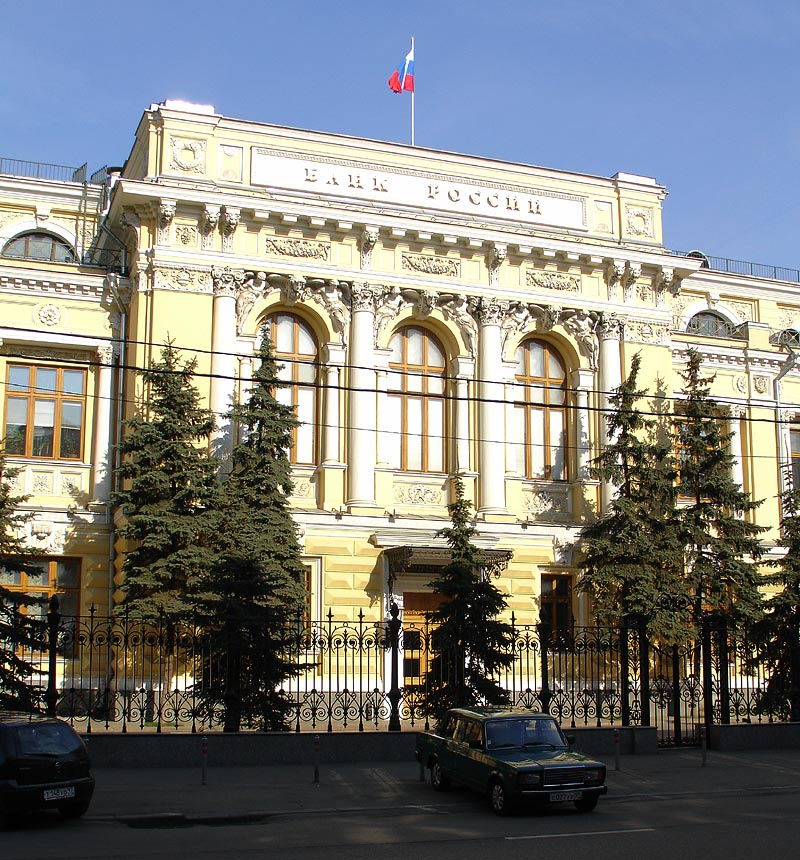
Здание Центрального Банка России на Неглинной

В список включены все кредитные организации России, у которых в 2004 году была отозвана или аннулирована лицензия на осуществление банковской деятельности.
В 2004 году Центральным Банком России были отозваны 30 лицензий у кредитных организаций, также у 7 кредитных организаций лицензии были аннулированы. Больше всего кредитных организаций лишились лицензий в декабре, в этом месяце были отозваны лицензии у шести организаций и у одного банка лицензия была аннулирована. Меньше всего в январе, феврале, марте и июне — в эти месяцы было закрыто по одной кредитной организации.

## Легенда
Список разбит на два раздела по полугодиям 2004 года. Внутри разделов организации отсортированы по месяцам, внутри месяца по датам закрытия, внутри одной даты по номеру документа об отзыве или аннулировании лицензии.
| Таблица: - Дата — дата отзыва/аннулирования лицензии. - Приказ — номер приказа или иного документа об отзыве/аннулировании лицензии. - Регион — населённый пункт или регион регистрации банка. - Причина — основные причины отзыва или аннулирования лицензии организации. Выделение строк цветом: - — выделение светло-зелёным цветом означает, что лицензия организации была аннулирована. - — выделение светло-жёлтым цветом означает, что лицензия организации была отозвана. | Сокращения: - АБ — акционерный банк. - АКБ — акционерный коммерческий банк. - АО — акционерное общество. - ЗАО — закрытое акционерное общество. - КБ — коммерческий банк. - МКБ — московский коммерческий банк. - НКО — небанковская кредитная организация. - ОАО — открытое акционерное общество. - ООО — общество с ограниченной ответственностью. |

## 1 полугодие
В разделе приведены все кредитные организации, у которых в 1-м полугодии 2004 года была отозвана или аннулирована лицензия.
| Наименование                                                             | Основ. | Лиц. | Дата       | Приказ        | Регион       | Причина | Прим.         |
| ------------------------------------------------------------------------ | ------ | ---- | ---------- | ------------- | ------------ | --- | ------------- |
| Январь                                                                   |        |      |            |               |              | |               |
| ОАО АБ «Империал»                                                        | 1990   | 1315 | 21.01.2004 | ОД-20         | Москва       | Неисполнение федеральных законов, регулирующих банковскую деятельность. Неисполнение нормативных актов Банка России. Неспособность удовлетворить требования кредиторов и исполнить обязанности по уплате обязательных платежей.                                                                               | [ 3 ] [ 4 ]   |
| Февраль                                                                  |        |      |            |               |              | |               |
| ООО Коммерческий банк развития легкой промышленности «Легпромбанк»       | 1992   | 1728 | 09.02.2004 | ОД-61         | Москва       | Неисполнение федеральных законов, регулирующих банковскую деятельность. Неисполнение нормативных актов Банка России. Неспособность удовлетворить требования кредиторов по денежным обязательствам. | [ 5 ] [ 6 ]   |
| Март                                                                     |        |      |            |               |              | |               |
| ООО «Пермский Банк Развития»                                             | 1993   | 2246 | 25.03.2004 | ОД-130        | Пермь        | Неисполнение федеральных законов, регулирующих банковскую деятельность. Неисполнение нормативных актов Банка России. Неспособность удовлетворить требования кредиторов и исполнить обязанности по уплате обязательных платежей.                                                                               | [ 7 ] [ 8 ]   |
| Апрель                                                                   |        |      |            |               |              | |               |
| ОАО АКБ «Прикумье»                                                       | 1990   | 887  | 28.04.2004 | ОД-260        | Будённовск   | Решение акционеров банка о его добровольной ликвидации. | [ 9 ] [ 10 ]  |
| ЗАО КБ «Нефтегазбанк»                                                    | 1994   | 2832 | 28.04.2004 | ОД-261        | Москва       | Неисполнение федеральных законов, регулирующих банковскую деятельность. Неисполнение нормативных актов Банка России. Снижение величины достаточности капитала и размера собственных средств. | [ 11 ] [ 12 ] |
| Май                                                                      |        |      |            |               |              | |               |
| ООО «Коммерческий банк содействия предпринимательству» («Содбизнесбанк») | 1991   | 1601 | 13.05.2004 | ОД-337        | Москва       | Неисполнение федеральных законов, регулирующих банковскую деятельность. Неисполнение нормативных актов Банка России. Неоднократное нарушение требований Федерального закона № 115-ФЗ. | [ 13 ] [ 14 ] |
| ОАО «Тамбовинвестбанк»                                                   | 2002   | 3414 | 28.05.2004 | 2046800000377 | Тамбов       | Сведения о причинах аннулирования лицензии отсутствуют. | [ 15 ] [ 16 ] |
| ООО «Новочеркасский Городской Банк»                                      | 1990   | 1018 | 29.05.2004 | ОД-448        | Новочеркасск | Неисполнение федеральных законов, регулирующих банковскую деятельность. Неисполнение нормативных актов Банка России. Существенная недостоверность отчётности. Неоднократное нарушение требований Федерального закона № 115-ФЗ. Неспособностью удовлетворить требования кредиторов по денежным обязательствам. | [ 17 ] [ 18 ] |
| Июнь                                                                     |        |      |            |               |              | |               |
| ОАО КБ «Кредиттраст»                                                     | 1994   | 2993 | 24.06.2004 | ОД-533        | Москва       | Неисполнение федеральных законов, регулирующих банковскую деятельность. Неисполнение нормативных актов Банка России. Существенная недостоверность отчётности. Неспособность удовлетворить требования кредиторов. Признание кредитной организации банкротом.                                                   | [ 19 ] [ 20 ] |

## 2 полугодие
В разделе приведены все кредитные организации, у которых во 2-м полугодии 2004 года была отозвана или аннулирована лицензия.
| Наименование                                                                              | Основ. | Лиц.   | Дата       | Приказ        | Регион     | Причина | Прим.         |
| ----------------------------------------------------------------------------------------- | ------ | ------ | ---------- | ------------- | ---------- | --- | ------------- |
| Июль                                                                                      |        |        |            |               |            | |               |
| ЗАО КБ «Миасс»                                                                            | 1990   | 505    | 19.07.2004 | 2047425000082 | Миасс      | Присоединён к ОАО «Челябинвестбанк». | [ 21 ] [ 22 ] |
| ЗАО «Коммерческий Банк Сбережений» («КБС»)                                                | 1995   | 3220   | 29.07.2004 | ОД-589        | Москва     | Неисполнение федеральных законов, регулирующих банковскую деятельность. Неисполнение нормативных актов Банка России. Задержка предоставления отчётности. Неспособность удовлетворить требования кредиторов.                                                                                                 | [ 23 ] [ 24 ] |
| ЗАО АКБ «Промышленный экспортно-импортный банк» («Промэксимбанк»)                         | 1994   | 2847   | 29.07.2004 | ОД-590        | Москва     | Неисполнение федеральных законов, регулирующих банковскую деятельность. Неисполнение нормативных актов Банка России. Задержка предоставления отчётности. | [ 25 ] [ 26 ] |
| ООО «Инвестиционно-Коммерческий Московский жилищно-строительный банк» («Мосжилстройбанк») | 1992   | 2206   | 29.07.2004 | ОД-591        | Москва     | Неисполнение федеральных законов, регулирующих банковскую деятельность. Неисполнение нормативных актов Банка России. Задержка предоставления отчётности. Неспособность удовлетворить требования кредиторов.                                                                                                 | [ 27 ] [ 28 ] |
| ООО КБ «РИКОМ»                                                                            | 1994   | 3092   | 29.07.2004 | ОД-592        | Москва     | Неисполнение федеральных законов, регулирующих банковскую деятельность. Неисполнение нормативных актов Банка России. Задержка предоставления отчётности. Неспособность удовлетворить требования кредиторов.                                                                                                 | [ 29 ] [ 30 ] |
| Август                                                                                    |        |        |            |               |            | |               |
| ОАО АКБ «Тобольск»                                                                        | 1994   | 2958   | 05.08.2004 | 2048604650015 | Тобольск   | Присоединён к АКБ «Сибирьгазбанк». | [ 31 ] [ 32 ] |
| ООО КБ «Диалог-Оптим»                                                                     | 1994   | 3107   | 11.08.2004 | ОД-612        | Москва     | Неисполнение федеральных законов, регулирующих банковскую деятельность. Неисполнение нормативных актов Банка России. Существенная недостоверность отчётности. Неспособность удовлетворить требования кредиторов. Нехватка собственных средств.                                                              | [ 33 ] [ 34 ] |
| ОАО АБ «Павелецкий»                                                                       | 1994   | 2930   | 13.08.2004 | ОД-616        | Москва     | Неисполнение федеральных законов, регулирующих банковскую деятельность. Неисполнение нормативных актов Банка России. Неспособность удовлетворить требования кредиторов. | [ 35 ] [ 36 ] |
| Сентябрь                                                                                  |        |        |            |               |            | |               |
| ООО «Банк Сбережений и Развития» («БСР»)                                                  | 1991   | 1523   | 06.09.2004 | ОД-657        | Сыктывкар  | Неисполнение федеральных законов, регулирующих банковскую деятельность. Неисполнение нормативных актов Банка России. Существенная недостоверность отчётности. Несбалансированность активно-пассивных операций по срокам привлечения и размещения средств.                                                   | [ 37 ] [ 38 ] |
| ООО КБ «Меритбанк»                                                                        | 1994   | 3051   | 09.09.2004 | ОД-661        | Москва     | Неисполнение федеральных законов, регулирующих банковскую деятельность. Неисполнение нормативных актов Банка России. Существенная недостоверность отчётности. Неспособность удовлетворить требования кредиторовв                                                                                            | [ 39 ] [ 40 ] |
| ОАО НКО «Агентство по реструктуризации кредитных организаций» («АРКО»)                    | 1999   | 3336-К | 14.09.2004 | ОД-675        | Москва     | Решение о ликвидации в связи с тем, что организация выполнила все поставленные перед ней задачи. | [ 41 ] [ 42 ] |
| ЗАО АКБ «Международная Финансовая Компания» («МФК»)                                       | 1994   | 2864   | 15.09.2004 | 2047711009047 | Москва     | Решение акционеров банка о его добровольной ликвидации. | [ 43 ] [ 44 ] |
| ЗАО КБ «Финансторгбанк» («ФТБ»)                                                           | 2000   | 3358   | 29.09.2004 | ОД-685        | Москва     | Неисполнение федеральных законов, регулирующих банковскую деятельность. Неисполнение нормативных актов Банка России. Существенная недостоверность и задержка предоставления отчётности. Неспособность удовлетворить требования кредиторов. Наличие реальной угрозы интересам кредиторов и вкладчиков банка. | [ 45 ] [ 46 ] |
| Октябрь                                                                                   |        |        |            |               |            | |               |
| ООО КБ «Стайл-Банк»                                                                       | 1992   | 1834   | 07.10.2004 | ОД-696        | Москва     | Неисполнение федеральных законов, регулирующих банковскую деятельность. Неисполнение нормативных актов Банка России. Существенная недостоверность отчётности. Неспособность удовлетворить требования кредиторов.                                                                                            | [ 47 ] [ 48 ] |
| ООО «Банк Таймырского (Долгано-Ненецкого) автономного округа — Губернский банк „Таймыр“»  | 1991   | 1334   | 27.10.2004 | ОД-733        | Дудинка    | Неисполнение федеральных законов, регулирующих банковскую деятельность. Неисполнение нормативных актов Банка России. Неспособность удовлетворить требования кредиторов. | [ 49 ] [ 50 ] |
| ОАО КБ «Банк Русской Финансовой Группы» («РФГ-Банк»)                                      | 1993   | 2508   | 27.10.2004 | ОД-735        | Москва     | Неисполнение федеральных законов, регулирующих банковскую деятельность. Неисполнение нормативных актов Банка России. Задержка предоставления отчётности. Несоблюдение банком платежной дисциплины и договорных обязательств.                                                                                | [ 51 ] [ 52 ] |
| ЗАО Обнинский акционерный инвестиционный банк «Инвеско-Банк»                              | 1993   | 2293   | 27.10.2004 | ОД-737        | Обнинск    | Неисполнение федеральных законов, регулирующих банковскую деятельность. Неисполнение нормативных актов Банка России. Снижение величины достаточности капитала и размера собственных средств. | [ 53 ] [ 54 ] |
| Ноябрь                                                                                    |        |        |            |               |            | |               |
| ОАО АКБ «Внешагробанк»                                                                    | 1992   | 2162   | 11.11.2004 | ОД-767        | Москва     | Неисполнение федеральных законов, регулирующих банковскую деятельность. Неисполнение нормативных актов Банка России. Неспособность удовлетворить требования кредиторов. | [ 55 ] [ 56 ] |
| ООО КБ «Ярбанк»                                                                           | 1991   | 1483   | 24.11.2004 | ОД-822        | Красноярск | Неисполнение федеральных законов, регулирующих банковскую деятельность. Неисполнение нормативных актов Банка России. Неспособность удовлетворить требования кредиторов. | [ 57 ] [ 58 ] |
| ОАО АКБ «Русский Национальный Инвестиционный Банк» («РНИБ»)                               | 1995   | 3253   | 24.11.2004 | ОД-824        | Москва     | Неисполнение федеральных законов, регулирующих банковскую деятельность. Неисполнение нормативных актов Банка России. Неспособность удовлетворить требования кредиторов. | [ 59 ] [ 60 ] |
| ООО КБ «Вертикаль»                                                                        | 2002   | 3425   | 24.11.2004 | ОД-826        | Москва     | Неисполнение федеральных законов, регулирующих банковскую деятельность. Неисполнение нормативных актов Банка России. Неспособность удовлетворить требования кредиторов. Снижение величины достаточности капитала и размера собственных средств.                                                             | [ 61 ] [ 62 ] |
| Декабрь                                                                                   |        |        |            |               |            | |               |
| ООО НКО «Курганинкасс»                                                                    | 1998   | 3331-К | 01.12.2004 | ОД-836        | Курган     | Неисполнение федеральных законов, регулирующих банковскую деятельность. Неисполнение нормативных актов Банка России. Снижение величины достаточности капитала и размера собственных средств. Наличии реальной угрозы интересам кредиторов и вкладчиков.                                                     | [ 63 ] [ 64 ] |
| ООО КБ «Большая Волга»                                                                    | 1994   | 2709   | 01.12.2004 | ОД-838        | Дубна      | Неисполнение федеральных законов, регулирующих банковскую деятельность. Неисполнение нормативных актов Банка России. Снижение величины достаточности капитала и размера собственных средств. Наличии реальной угрозы интересам кредиторов и вкладчиков.                                                     | [ 65 ] [ 66 ] |
| ОАО АКБ «Родник»                                                                          | 1993   | 2505   | 08.12.2004 | ОД-849        | Москва     | Неисполнение федеральных законов, регулирующих банковскую деятельность. Неисполнение нормативных актов Банка России. Неспособность удовлетворить требования кредиторов. Наличие реальной угрозы интересам кредиторов и вкладчиков.                                                                          | [ 67 ] [ 68 ] |
| ООО КБ «Национальный»                                                                     | 1996   | 3297   | 08.12.2004 | ОД-851        | Москва     | Неисполнение федеральных законов, регулирующих банковскую деятельность. Неисполнение нормативных актов Банка России. Снижение величины достаточности капитала и размера собственных средств. Наличие реальной угрозы интересам кредиторов и вкладчиков.                                                     | [ 69 ] [ 70 ] |
| ООО «Удмуртский промышленно-строительный банк» («Удмуртпромстройбанк»)                    | 1990   | 928    | 16.12.2004 | ОД-869        | Можга      | Неисполнение федеральных законов, регулирующих банковскую деятельность. Неисполнение нормативных актов Банка России. Снижение величины достаточности капитала и размера собственных средств. Наличие реальной угрозы интересам кредиторов и вкладчиков.                                                     | [ 71 ] [ 72 ] |
| ОАО АКБ «Тюменский Городской Банк»                                                        | 1990   | 666    | 22.12.2004 | 2047200003519 | Тюмень     | Присоединён к ОАО «Тюменьэнергобанк». | [ 73 ] [ 74 ] |
| ОАО «Акционерный коммерческий агропромышленный строительный банк» («АСБ-Банк»)            | 1992   | 1892   | 30.12.2004 | ОД-895        | Москва     | Неисполнение федеральных законов, регулирующих банковскую деятельность. Неисполнение нормативных актов Банка России. Неспособность удовлетворить требования кредиторов. Наличие реальной угрозы интересам кредиторов и вкладчиков.                                                                          | [ 75 ] [ 76 ] |

## Статистика

### Закрытие по месяцам
| Закрытие по месяцам | Закрытие по месяцам | Закрытие по месяцам | Закрытие по месяцам | Закрытие по месяцам |
| Месяц               |                     |                     |                     | Количество          |
| ------------------- | ------------------- | ------------------- | ------------------- | ------------------- |
| Январь              |                     |                     | 1                   |                     |
| Февраль             |                     |                     | 1                   |                     |
| Март                |                     |                     | 1                   |                     |
| Апрель              |                     |                     | 2                   |                     |
| Май                 |                     |                     | 3                   |                     |
| Июнь                |                     |                     | 1                   |                     |
| Июль                |                     |                     | 5                   |                     |
| Август              |                     |                     | 3                   |                     |
| Сентябрь            |                     |                     | 5                   |                     |
| Октябрь             |                     |                     | 4                   |                     |
| Ноябрь              |                     |                     | 4                   |                     |
| Декабрь             |                     |                     | 7                   |                     |

### Комментарии
1. ↑  По инициативе Банка России, согласно требований статьи 20 Федерального закона «О банках и банковской деятельности».
2. ↑  По инициативе собственников компании или в порядке её реорганизации.
3. ↑  В ряде источников указана другая дата ликвидации банка — 16 апреля 2008 года, однако сведения о деятельности организации после 21 января 2004 года отсутствуют.
4. ↑  В ряде источников указана другая дата ликвидации банка — 1 февраля 2006 года, однако сведения о деятельности организации после 9 февраля 2004 года отсутствуют.
5. ↑  В ряде источников указана другая дата ликвидации банка — 28 сентября 2006 года, однако сведения о деятельности организации после 25 марта 2004 года отсутствуют.
6. ↑  В ряде источников указана другая дата ликвидации банка — 21 июня 2005 года, однако сведения о деятельности организации после 28 апреля 2004 года отсутствуют.
7. ↑  В ряде источников указана другая дата ликвидации банка — 17 октября 2007 года, однако сведения о деятельности организации после 28 апреля 2004 года отсутствуют.
8. ↑  В ряде источников указана другая дата ликвидации банка — 22 марта 2011 года, однако сведения о деятельности организации после 13 мая 2004 года отсутствуют.
9. ↑  В ряде источников указана другая дата ликвидации банка — 23 августа 2006 года, однако сведения о деятельности организации после 29 мая 2004 года отсутствуют.
10. ↑  В ряде источников указана другая дата ликвидации банка — 30 января 2007 года, однако сведения о деятельности организации после 24 июня 2004 года отсутствуют.
11. ↑  В ряде источников указана другая дата ликвидации банка — 10 сентября 2007 года, однако сведения о деятельности организации после 29 июля 2004 года отсутствуют.
12. ↑  В ряде источников указана другая дата ликвидации банка — 19 июня 2008 года, однако сведения о деятельности организации после 29 июля 2004 года отсутствуют.
13. ↑  В ряде источников указана другая дата ликвидации банка — 22 сентября 2006 года, однако сведения о деятельности организации после 29 июля 2004 года отсутствуют.
14. ↑  В ряде источников указана другая дата ликвидации банка — 20 апреля 2006 года, однако сведения о деятельности организации после 29 июля 2004 года отсутствуют.
15. ↑  В ряде источников указана другая дата ликвидации банка — 8 мая 2014 года, однако сведения о деятельности организации после 11 августа 2004 года отсутствуют.
16. ↑  В ряде источников указана другая дата ликвидации банка — 5 марта 2007 года, однако сведения о деятельности организации после 13 августа 2004 года отсутствуют.
17. ↑  В ряде источников указана другая дата ликвидации банка — 8 апреля 2008 года, однако сведения о деятельности организации после 6 сентября 2004 года отсутствуют.
18. ↑  В ряде источников указана другая дата ликвидации банка — 18 апреля 2008 года, однако сведения о деятельности организации после 9 сентября 2004 года отсутствуют.
19. ↑  В ряде источников указана другая дата ликвидации банка — 30 мая 2006 года, однако сведения о деятельности организации после 29 сентября 2004 года отсутствуют.
20. ↑  В ряде источников указана другая дата ликвидации банка — 8 ноября 2006 года, однако сведения о деятельности организации после 7 октября 2004 года отсутствуют.
21. ↑  В ряде источников указана другая дата ликвидации банка — 3 декабря 2007 года, однако сведения о деятельности организации после 27 октября 2004 года отсутствуют.
22. ↑  В ряде источников указана другая дата ликвидации банка — 25 октября 2007 года, однако сведения о деятельности организации после 27 октября 2004 года отсутствуют.
23. ↑  В ряде источников указана другая дата ликвидации банка — 14 февраля 2008 года, однако сведения о деятельности организации после 27 октября 2004 года отсутствуют.
24. ↑  В ряде источников указана другая дата ликвидации банка — 25 мая 2010 года, однако сведения о деятельности организации после 11 ноября 2004 года отсутствуют.
25. ↑  В ряде источников указана другая дата ликвидации банка — 8 декабря 2010 года, однако сведения о деятельности организации после 24 ноября 2004 года отсутствуют.
26. ↑  В ряде источников указана другая дата ликвидации банка — 4 декабря 2006 года, однако сведения о деятельности организации после 24 ноября 2004 года отсутствуют.
27. ↑  В ряде источников указана другая дата ликвидации банка — 21 декабря 2009 года, однако сведения о деятельности организации после 24 ноября 2004 года отсутствуют.
28. ↑  В ряде источников указана другая дата ликвидации банка — 7 августа 2006 года, однако сведения о деятельности организации после 1 декабря 2004 года отсутствуют.
29. ↑  В ряде источников указана другая дата ликвидации банка — 3 июля 2007 года, однако сведения о деятельности организации после 1 декабря 2004 года отсутствуют.
30. ↑  В ряде источников указана другая дата ликвидации банка — 24 ноября 2008 года, однако сведения о деятельности организации после 8 декабря 2004 года отсутствуют.
31. ↑  В ряде источников указана другая дата ликвидации банка — 17 марта 2009 года, однако сведения о деятельности организации после 8 декабря 2004 года отсутствуют.
32. ↑  В ряде источников указана другая дата ликвидации банка — 23 марта 2012 года, однако сведения о деятельности организации после 16 декабря 2004 года отсутствуют.
33. ↑  В ряде источников указана другая дата ликвидации банка — 28 мая 2010 года, однако сведения о деятельности организации после 30 декабря 2004 года отсутствуют.